# Shuangqiao (Wuming)
Die Großgemeinde Shuangqiao (chinesisch 双桥镇, Pinyin Shuāngqiáo Zhèn) liegt im Süden des Kreises Wuming der bezirksfreien Stadt Nanning im Autonomen Gebiet Guangxi der Zhuang-Nationalität, Volksrepublik China.
Shuangqiao grenzt im Osten an die Großgemeinde Taiping, im Süden an die Nanninger Stadtbezirke Xingning und Xixiangtang, im Westen an die Großgemeinden Ningwu und Ganxu und im Norden an die Großgemeinde Chengxiang.
Shuangqiao hat eine Fläche von 196 km² und ca. 52.300 Einwohner (Ende 2003). 92,7 % der Bevölkerung leben von der Landwirtschaft, vor allem vom Reis- und Zuckerrohranbau.

## Administrative Gliederung
Auf Dorfebene setzt sich Shuangqiao aus einer Einwohnergemeinschaft und 15 Dörfern (村,  cūn) zusammen. Diese sind:
- Einwohnergemeinschaft Shuangqiao (双桥社区), Sitz der Gemeinderegierung;
- Dorf Yangli (杨李村);
- Dorf Xialu (下渌村);
- Dorf Pinglu (平陆村);
- Dorf Pingfu (平福村);
- Dorf Pingwen (平稳村);
- Dorf Kongzhen (孔镇村);
- Dorf Zhennan (镇南村);
- Dorf Hemei (合美村);
- Dorf Yuejin (跃进村);
- Dorf Tengxiang (腾翔村);
- Dorf Baqiao (八桥村);
- Dorf Sugong (苏宫村);
- Dorf Zaoqing (造庆村);
- Dorf Yiling (伊岭村);
- Dorf Fulin (伏林村).

Koordinaten: 23° 6′ N, 108° 18′ O